# Punta Nera (bergstopp i Schweiz, Graubünden)
Punta Nera är en bergstopp i Schweiz.   Den ligger i regionen Viamala och kantonen Graubünden, i den sydöstra delen av landet, 150 km öster om huvudstaden Bern. Toppen på Punta Nera är 2 976 meter över havet, eller 130 meter över den omgivande terrängen. Bredden vid basen är 1,1 km.
Terrängen runt Punta Nera är huvudsakligen bergig, men den allra närmaste omgivningen är kuperad. Runt Punta Nera är det ganska glesbefolkat, med 22 invånare per kvadratkilometer.. Närmaste större samhälle är Mesocco, 16,5 km sydväst om Punta Nera. 
Trakten runt Punta Nera består i huvudsak av gräsmarker.